# Into a Swan
Into a Swan è un singolo della cantante inglese Siouxsie, pubblicato il 3 settembre 2007 come primo estratto dal suo album d'esordio come solista Mantaray.

## Il disco
La canzone è stata la prima uscita di Siouxsie da solista dopo 30 anni di carriera discografica - le sole altre realizzazioni oltre ai Banshees e The Creatures sono stati il singolo Interlude, un duetto con Morrissey nel 1994, un altro duetto con Marc Almond dal titolo Threat of Love e una collaborazione con i Basement Jaxx nella title track del loro album Kish Kash.
A parte il download digitale, Into a Swan è uscito come una serie di 45 giri, nonché CD singoli, contenenti un cofanetto e un poster pieghevole, anche con b-side come Swansway e una versione reprise di Into a Swan. Un singolo da 12" con remix di Andrew Weatherall e Mekon è stato pubblicato il 1º ottobre.
Il videoclip del brano è trapelato su Internet tramite YouTube alcune settimane prima della sua uscita. È stato poi disponibile per lo streaming sul sito ufficiale di Siouxsie. Al momento della pubblicazione, Into a Swan ha raggiunto il nº 59 della classifica dei singoli del Regno Unito. La canzone compare anche nei titoli di apertura del film Alien Raiders.

## Tracce
Testi di Sioux, musiche di Sioux, Kookie, James.

### 7” (1)
Lato A
1. Into a Swan

Lato B
1. Swansway

### 7” (2)
Lato A
1. Into a Swan (Radio Edit)

Lato B
1. Into a Swan (Reprise)

### 12”
Lato A
1. Into a Swan (Weatherall Remix) – 6:28

Lato B
1. Into a Swan (Mekong Remix) – 7:00

### CD e download digitale
1. Into a Swan - 3:56
2. Swansway – 2:55
3. Into a Swan (Reprise) – 3:34

## Formazione
- Siouxsie Sioux - voce
- Steve Evans - chitarra, programmatore
- Charlie Jones - basso, sintetizzatore, Fender Rhodes
- Clive Deamer - batteria
- Hossam Ranzy - percussioni